# La Treizième Chaise (film, 1937)
Ne pas confondre avec La Treizième Chaise (film de 1929), dont celui-ci est le remake.
Pour plus de détails, voir Fiche technique et Distribution.
La Treizième Chaise (The Thirteenth Chair) est un film américain en noir et blanc réalisé par George B. Seitz, sorti en 1937.
C’est le remake du film du même nom tourné en 1929 par Tod Browning.

## Synopsis
À Calcutta, la police, dirigée par l'inspecteur Marney, enquête sur le meurtre d'un certain Lionel Leigh. Son meilleur ami, John Wales, suggère une séance de spiritisme qui sera dirigée par la medium Rosalie LaGrange. Mais pendant la séance, un homme est poignardé à mort. Qui est le meurtrier ?

## Fiche technique
- Titre français : La Treizième Chaise
- Titre original : The Thirteenth Chair
- Réalisation : George B. Seitz
- Scénario : Marion Parsonnet, d'après la pièce de théâtre La Treizième Chaise (en) de Bayard Veiller, créée à Broadway en 1916
- Musique : David Snell
- Direction artistique : Cedric Gibbons
- Décors de plateau : Eddie Imazu et Edwin B. Willis
- Directeur de la photographie : Charles G. Clarke
- Montage : W. Donn Hayes (en)
- Compagnie de production et de distribution : Metro-Goldwyn-Mayer
- Pays de production :  États-Unis
- Langue originale : anglais américain
- Format : noir et blanc — 35 mm — 1,37:1 — son : mono (Western Electric Sound System)
- Genre : drame policier, film à énigme
- Durée : 66 minutes
- Dates de sortie :
  - États-Unis : 7 mai 1937
  - France : 30 mars 1938

## Distribution

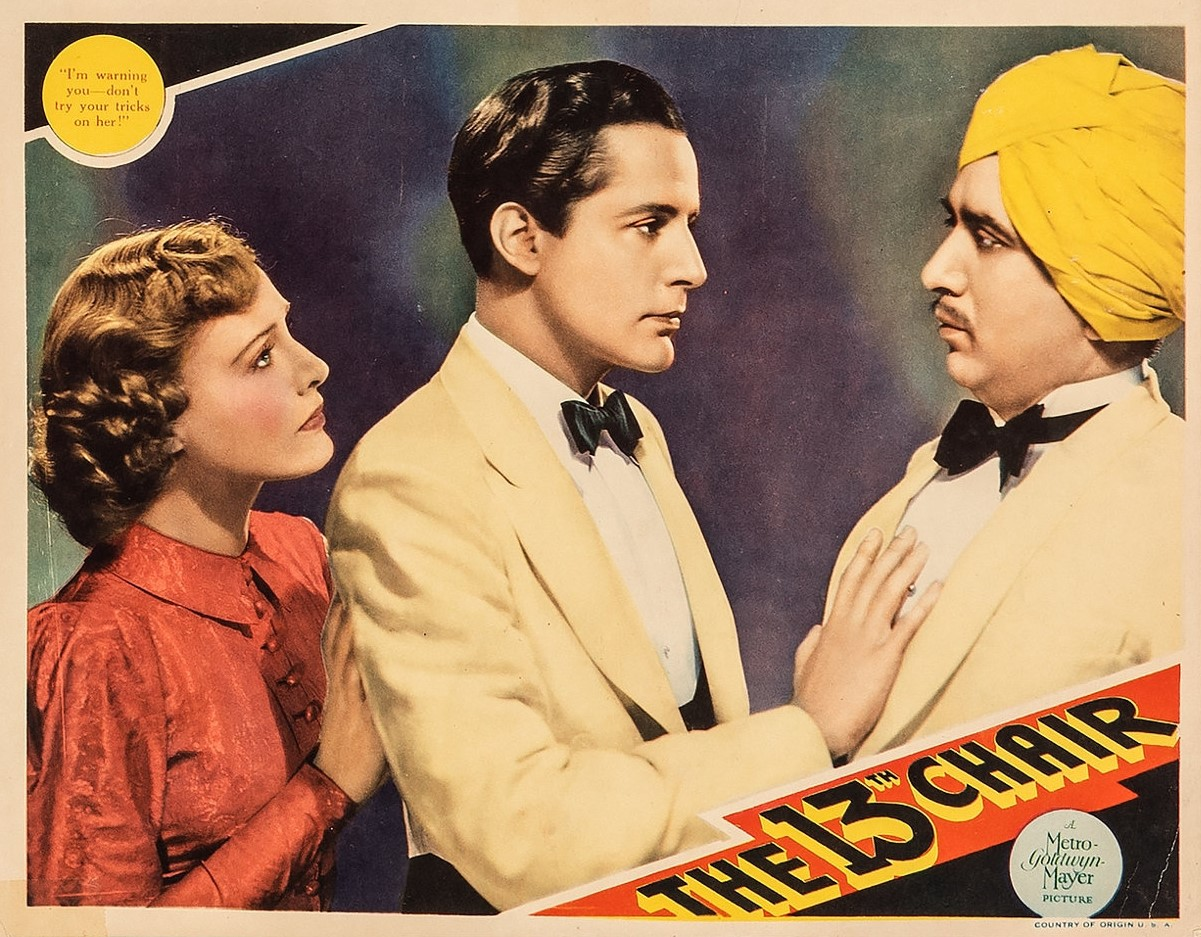
Autre poster promotionnel : Madge Evans, Thomas Beck et Lal Chand Mehra (de g. à d.)

- May Whitty : Mme Rosalie La Grange, la médium
- Madge Evans : Nell O'Neill, la secretaire
- Lewis Stone : inspecteur Marney
- Elissa Landi : Helen Trent
- Thomas Beck : Dick Crosby
- Henry Daniell : John Wales
- Janet Beecher : Lady Crosby
- Ralph Forbes : Lionel Trent
- Holmes Herbert : Sir Roscoe Crosby
- Heather Thatcher : Mary Eastwood
- Charles Trowbridge : Dr Mason
- Robert Coote : Stanby
- Elsa Buchanan : Grace Stanby
- Lal Chand Mehra : professeur Feringeea
- Neil Fitzgerald : policier
- Louis Vincenot : Chotee
- Matthew Boulton : commissaire Grimshaw